# Baruch Minke
Baruch Minke (Tel-Aviv, Israel) és un bioquímic i genetista israelià. Va descobrir els canals iònics TRP, implicats en les sensacions sensorials i del dolor.

## Biografia
Va néixer a la ciutat de Tel-Aviv (Israel) i es doctorà en biofísica per la Universitat Hebrea de Jerusalem el 1973. Ha impartit docència en diferents universitats, com ara la Universitat Johns Hopkins, la Universitat de Califòrnia a San Diego o la Universitat Nacional d'Austràlia. Ha treballat en diferents centres de recerca com l'Institut Max Planck (Alemanya) o l'Hospital Cantonal de Ginebra (Suïssa). Des de 1987 és professor de fisiologia a la Universitat Hebrea de Jerusalem.
És membre de diferents institucions, com ara l'Organització Internacional d'Investigació Cerebral (IBRO) o l'Associació Israeliana per Investigació Visual. Pertany a diversos consells de redacció de revistes científiques.

## Recerca científica
Baruch Minke va descobrir uns nous canals iònics mentre investigava amb la mosca de la fruita, canals que va denominar TRP. Aquests canals són una ruta comuna senyalitzada per a nombrosos sistemes sensorials, inclosos els nociceptors. Els canals TRP estan implicats en la percepció del dolor, la termosensació, la mecanosensació, la fotorrecepció, la percepció de feromones, la percepció del gust, la percepció de components acres, l'homeòstasi de Ca2 + i Mg2, la regulació del to del múscul llis i de la tensió arterial, la funció lisosomes, la regulació cardiovascular i el control del creixement i de la proliferació cel·lular.
El 2010 va ser guardonat amb el Premi Príncep d'Astúries d'Investigació Científica i Tècnica al costat de David Julius i Linda Watkins.